# Alte Tongrube Borstel
Die Alte Tongrube Borstel ist ein Naturschutzgebiet in der niedersächsischen Gemeinde Auetal im Landkreis Schaumburg.
Das Naturschutzgebiet mit dem Kennzeichen NSG HA 067 ist 5 Hektar groß. Es liegt im Süden der Bückeberge unterhalb der Borsteler Hude zwischen Borstel und der Siedlung Rolfshagen und stellt eine ehemalige Tongrube unter Schutz. Das Naturschutzgebiet setzt sich aus einem Mosaik unterschiedlich strukturierter Lebensräume wie Erlenbrüche, Stillgewässer, wassergefüllte Senken und südexponierte Böschungen zusammen.
Das Gebiet steht seit dem 31. Dezember 1983 unter Naturschutz. Zuständige untere Naturschutzbehörde ist der Landkreis Schaumburg.